# Platyberyx opalescens
Platyberyx opalescens är en fiskart som beskrevs av Zugmayer, 1911. Platyberyx opalescens ingår i släktet Platyberyx och familjen Caristiidae. Inga underarter finns listade i Catalogue of Life.